# 加藤泰
加藤 泰（かとう たい、1916年〈大正5年〉8月24日 - 1985年〈昭和60年〉6月17日）は日本の映画監督、脚本家。本名：加藤 泰通（かとう やすみち）。兵庫県神戸市生まれの愛知県名古屋市育ち。時代劇や任侠映画の名監督として活躍。代表作に『沓掛時次郎　遊侠一匹』、『瞼の母』、『明治侠客伝 三代目襲名』、『真田風雲録』、『緋牡丹博徒シリーズ』、『江戸川乱歩の陰獣』がある。

## 家族
- 山中喜三右衛門（母方の祖父）
- 加藤郷里（父親・貿易商）[2][3][4]。
- 山中トモ（母親）
- 山中貞雄（母方の叔父・映画監督）
- 加藤榮（妻・スプリクター）[5]
- 加藤文（長女・脚本家[5]、小説家[6]）

## 来歴

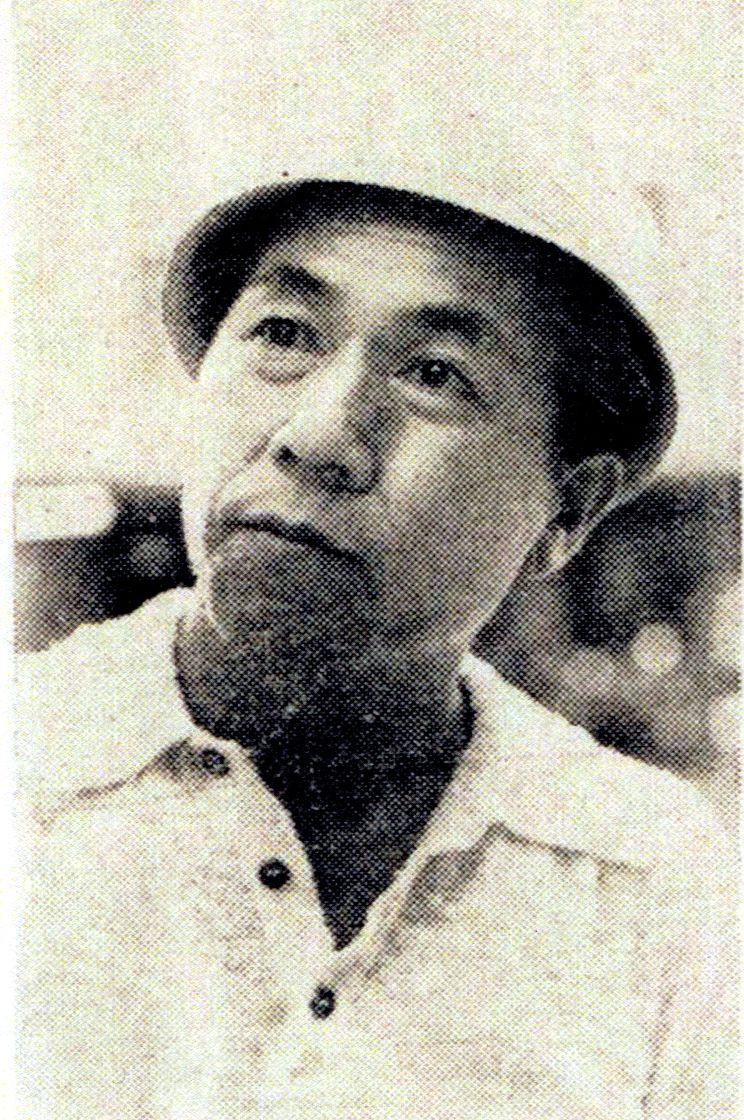
キネマ旬報社『キネマ旬報』第430号（1967）より

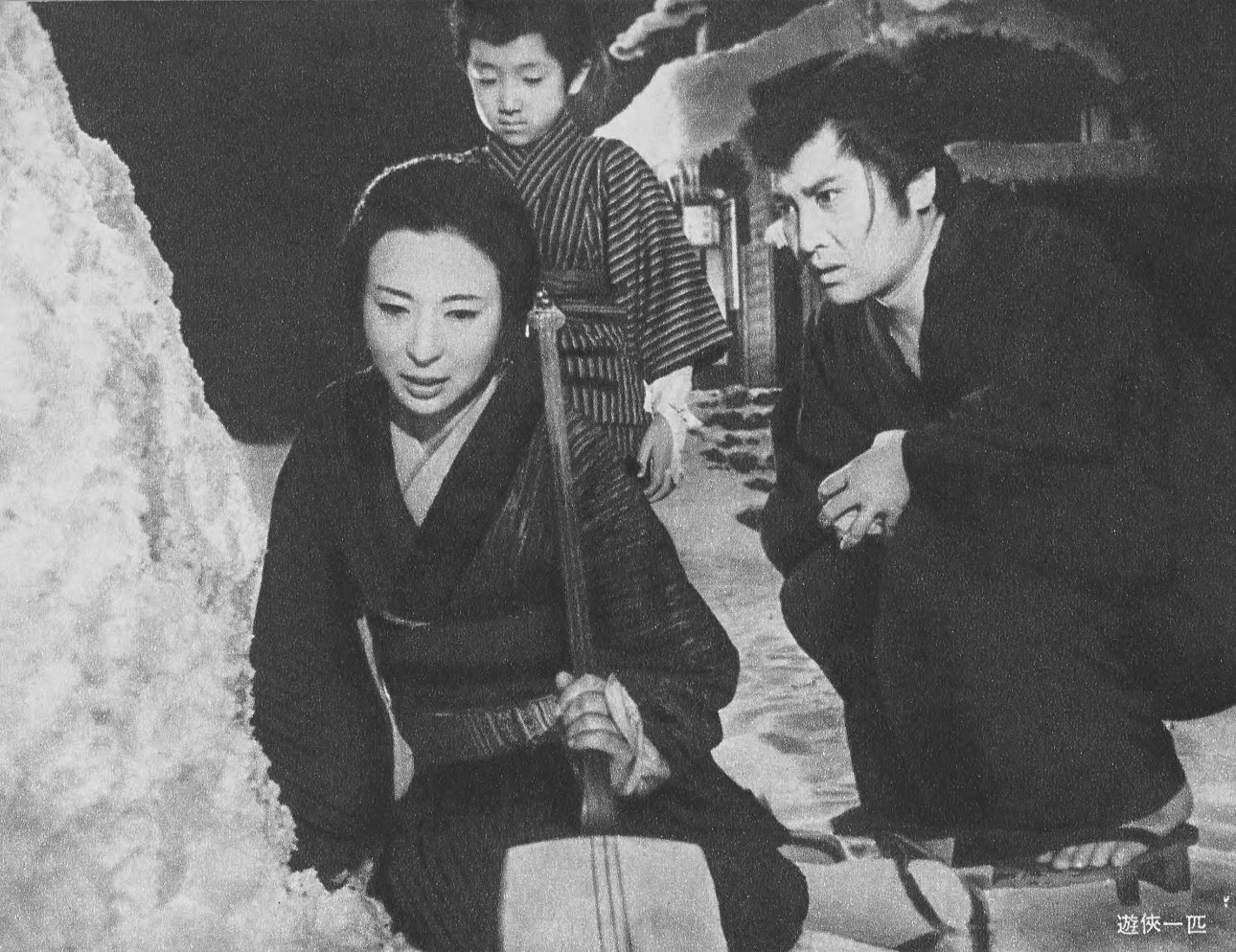
『沓掛時次郎 遊侠一匹』（1966年）

神戸で貿易商の家に生まれるが、父の商売が失敗し、五歳頃、父の郷里、名古屋の祖父に預けられる。上京していた父は関東大震災で名古屋に逃げ帰り、やがて商社に勤める。父からは商業学校進学を勧められるが、進路を極められてしまうことに耐えられず、工業学校で折れ合う。愛知県立工業学校機械科に入学するが、2年時の1930年5月に観た伊藤大輔の『続大岡政談・魔像篇第一』に熱狂、映画の魅力に取りつかれる。工業学校を2年で中退し、いったん京都の貿易会社に入るが、映画への情熱さめやらず、1937年、PCL入社のために上京していた叔父の山中貞雄を頼り上京。同年、山中の出征後、東宝撮影所に入社した。いわゆるコネ入社であったが、工業学校中退では体裁が悪いということで、人事担当者が勝手に「日本大学卒業」ということにしてくれたという。東宝では芽が出ず、師事していたシナリオ作家の八木保太郎の紹介で、理研科学映画に移り、海軍発注の『潜水艦』(1941)、浮遊選鉱についての科学映画『泡』を監督、1943年、満州映画協会の制作部長になっていた八木に呼ばれ満州に渡り、教育映画『虱は怖い』を作る。
初監督作品『潜水艦』(1941年)は、監督免状が下りなかったため、西尾佳雄監督名義となっている。
1946年、帰国。大映京都撮影所の助監督部に入社し、少年時代映画のとりことなるきっかけを作った伊藤大輔監督作品につくこととなる。また、黒澤明監督『羅生門』では、印象的な予告編を手掛けている。しかし、大映の組合書記長を務めたことでレッド・パージの対象となり同社を解雇され、独立プロの宝プロダクションに転職。1951年に時代劇『剣難女難』で劇映画デビューする。その後嵐寛寿郎の座付き作者としてシナリオを書き、本が売れ始めたため作家になろうとしていた。
しかし満映時代の友人で東映京都撮影所の製作部長だった辻野公晴と京都撮影所製作課長だった岡田茂から、東映で助監督にならないかと誘われ、友人はみな反対したが、チャンバラ映画が好きだったため、思い切って1956年、東映に移籍。
佐々木康に一年就いた後、1957年の『恋染め浪人』で東映で初監督。 白塗りのスターが活躍するのが主流だった時代に、あえて主要キャストがノーメイクで出演する『風と女と旅鴉』(1958)、長谷川伸の名作を甦らせた『瞼の母』(1962)、そしてミュージカルやSF、リアルタイムの時代批判などさまざまな要素を詰め込んで後に「東映時代劇のヌーヴェルヴァーグ」と絶賛された異色作『真田風雲録』(1963)など、東映の看板スターだった中村錦之助と組んで数々の作品を監督する。
その後、新選組内部の抗争を描いたリアリズム時代劇『幕末残酷物語』(1964年)や、やくざの生きかたを独特の美意識と叙情で描いてその後の任侠映画に多大な影響を与えた『明治侠客伝 三代目襲名』(1965)を監督する。東映が集団抗争時代劇から任侠路線へと移行する時期には、タイトルが加藤泰自身の代名詞ともなる『沓掛時次郎 遊侠一匹』(1966)をものにする。
1967年から1970年にかけて、藤純子主演の『緋牡丹博徒シリーズ』では、シリーズ中屈指の傑作である『緋牡丹博徒 お竜参上』(1970)など3本を監督し、安藤昇を主演に迎え『男の顔は履歴書』や『懲役十八年』(初めて東京に出ての、松竹大船での撮影)などのアクション映画を成功させ、大映の任侠スターだった江波杏子を東映に迎えて一種異様な怨念に彩られた復讐物語『昭和おんな博徒』を手掛けた、更に野村芳太郎、山田洋次ら松竹の映画監督たちとの交流から、佐藤允が復讐の連続殺人鬼を演じる異色サスペンス『みな殺しの霊歌』(1968)を監督した。
1970年に山根貞雄が『遊侠一匹　加藤泰の世界』を編著、加藤泰本格評価の始まりとなる。
1970年代には松竹で大作シリーズ『宮本武蔵』『人生劇場』『花と龍』のほか、カルト映画の傑作とされる『江戸川乱歩の陰獣』を、東宝で『日本侠花伝』と『炎のごとく』を監督した以外は、水戸黄門、大岡越前をはじめとする、テレビ時代劇の脚本が中心となる。1981年、佐渡の鬼太鼓座メンバーの若さと情熱を描いて「究極のドキュメンタリー」を目指した『ざ・鬼太鼓座』を監督。加藤にとっては満映以来の記録映画であり、同時に彼の遺作ともなったが、この作品は制作会社の事情により加藤の生前に日の目を見ることはなく、1994年にユーロスペースで開催された特集上映「加藤泰 男と女、情感の美学」で初公開された。1984年、ペーザロ国際映画祭で特集上映されるなど、国際的評価が高まる。
極端なまでのローアングルとクローズアップを特徴とする独自な映像スタイルは、加藤泰映画の代名詞として知られている。ローアングルについてはアスファルト舗装されている公道を掘り返してカメラを据え、電線が写った際には「電線を切れ」と言ったという凝り性。また、走る列車をその下からとらえた映像は、伝説化している。
晩年は、叔父・山中貞雄の業績をまとめるなど日本映画関係の著書を多数残している。次回作として井原西鶴原作の『好色五人女』映画化のシナリオ作業に取りかかるが、1985年に急逝した。
遺志により自身の死を岡田茂や工藤栄一ら知人友人にすぐに知らせず、親しかった人たちの怒りを買った。
その独自のスタイルを貫いた映画は、死後も多くの映画ファンや評論家に絶賛され、特集上映もしばしば開催されている。

## 作品

### 監督
| 公開年               | 作品名                                      | 制作（配給）                       | 主な出演者 | 備考                                              |
| -------------------- | ------------------------------------------- | ---------------------------------- | --- | ------------------------------------------------- |
| 1941年               | 潜水艦                                      | 理研科学映画                       | | 記録映画※加藤泰道名義                             |
| 1943年               | 泡                                          | 理研科学映画                       | | 記録映画※加藤泰道名義                             |
| 1944年               | 虱は怖い                                    | 満州映画協会                       | | 記録映画※加藤泰道名義                             |
| 1944年               | 軍官学校                                    | 満州映画協会                       | | 記録映画※加藤泰道名義                             |
| 1951年               | 剣難女難 女心流転の巻                       | 宝プロ（新東宝）                   | 黒川弥太郎、市川春代、徳川夢声、堀正夫、加賀邦男、阿部九州男                                                                                     | 二部作の前編                                      |
| 1951年               | 剣難女難 剣光流星の巻                       | 宝プロ（新東宝）                   | 黒川弥太郎、市川春代、徳川夢声、堀正夫、加賀邦男、阿部九州男                                                                                     | 二部作の後編                                      |
| 1952年               | 清水港は鬼より怖い                          | 宝プロ（東映）                     | 大泉滉、沢村国太郎、原健策、尾上菊太郎、加東大介、朝雲照代、鳳衣子、広沢虎造                                                                     |                                                   |
| 1952年               | ひよどり草紙                                | 宝プロ（東映）                     | 重光彬、星美智子、江見渉、沢村アキヒコ、沢村国太郎、河野秋武、坊屋三郎、益田喜頓、山茶花究                                                       | 原作＝吉川英治                                    |
| 1955年               | 忍術児雷也                                  | 新東宝                             | 大谷友右衛門、田崎潤、大河内伝次郎、若山富三郎、尾上菊太郎、嵯峨三智子                                                                           | シリーズ第一作※萩原遼と共同監督                   |
| 1955年               | 逆襲大蛇丸                                  | 新東宝                             | 大谷友右衛門、田崎潤、若山富三郎、尾上菊太郎、嵯峨三智子                                                                                         | シリーズ第二作※萩原遼と共同監督                   |
| 1957年               | 恋染め浪人                                  | 東映京都                           | 大友柳太郎、薄田研二、花柳小菊、波島進、長谷川裕見子、浦里はる美                                                                                 | 原作＝山手樹一郎                                  |
| 1957年               | 源氏九郎颯爽記 濡れ髪二刀流                 | 東映京都                           | 中村錦之助、清川荘司、千原しのぶ、片岡栄二郎、田代百合子、桂小金治、小沢栄、羅門光三郎、佐々木孝丸                                               | 3本シリーズの第一作                               |
| 1958年               | 緋ざくら大名                                | 東映京都                           | 大川橋蔵、大川恵子、故里やよい、波島進、大河内伝次郎、千秋実、杉狂児                                                                             | 原作＝山手樹一郎                                  |
| 1958年               | 源氏九郎颯爽記 白狐二刀流                   | 東映京都                           | 中村錦之助、大川恵子、里見浩太朗、丘さとみ、ヘレン・ヒギンズ、河野秋武、中村歌昇                                                                 | 3本シリーズの第二作（三作目は伊藤大輔監督）       |
| 1958年               | 風と女と旅鴉                                | 東映京都                           | 中村錦之助、三国連太郎、丘さとみ、長谷川裕見子、薄田研二、殿山泰司、進藤英太郎、加藤嘉                                                           |                                                   |
| 1958年               | 浪人八景                                    | 東映京都                           | 市川右太衛門、長谷川裕見子、藤田進、千秋実、堺駿二、里見浩太朗、志村喬、進藤英太郎                                                               | 原作＝山手樹一郎                                  |
| 1959年               | 紅顔の密使                                  | 東映京都                           | 大川橋蔵、一條由美、伏見扇太郎、故里やよい、田崎潤、吉田義夫                                                                                     | 原作＝千葉省三                                    |
| 1960年               | 大江戸の侠児                                | 東映京都                           | 大川橋蔵、香川京子、青山京子、多々良純、浪花千栄子、小笠原章二郎                                                                                 | 原作＝山上伊太郎                                  |
| 1960年               | あやめ笠 喧嘩街道                           | 第二東映                           | 品川隆二、青山京子、花園ひろみ、坂東好太郎、徳大寺伸、渡辺篤                                                                                     |                                                   |
| 1960年               | 炎の城                                      | 東映京都                           | 大川橋蔵、大河内伝次郎、高峰三枝子、明石潮、黒川弥太郎、薄田研二、三田佳子、香川良介、河野秋武                                                   | 原作＝シェイクスピア『ハムレット』                |
| 1961年               | 朝霧街道                                    | 第二東映                           | 高田浩吉、木暮実千代、北沢典子、山城新伍、坂東好太郎、中村竜三郎                                                                                 |                                                   |
| 1961年               | 怪談お岩の亡霊                              | 東映京都                           | 若山富三郎、藤代佳子、近衛十四郎、沢村訥升、桜町弘子、伏見扇太郎、渡辺篤、三原有美子、明石潮、吉川満子                                           | 『東海道四谷怪談』の映画化                        |
| 1962年               | 瞼の母                                      | 東映京都                           | 中村錦之助、木暮実千代、大川恵子、松方弘樹、中原ひとみ、河原崎長一郎、山形勲、原健策、夏川静江、浪花千栄子、沢村貞子、阿部九州男、星十郎、明石潮 | 長谷川伸原作六度目の映画化                        |
| 1962年               | 丹下左膳 乾雲坤竜の巻                       | 東映京都                           | 大友柳太郎、桜町弘子、久保菜穂子、東千代之介、近衛十四郎、菅貫太郎、筑波久子                                                                     | シリーズ第五作                                    |
| 1963年               | 真田風雲録                                  | 東映京都                           | 中村錦之助、渡辺美佐子、ジェリー藤尾、佐藤慶、大前均、常田富士男、ミッキー・カーチス、千秋実、河原崎長一郎、本間千代子                           | 原作＝福田善之                                    |
| 1964年               | 風の武士                                    | 東映京都                           | 大川橋蔵、桜町弘子、久保菜穂子、西村晃、南原宏治、大木実、野際陽子、中原早苗、宮口精二、進藤英太郎                                               | 原作＝司馬遼太郎                                  |
| 1964年               | 車夫遊侠伝 喧嘩辰                           | 東映京都                           | 内田良平、桜町弘子、河原崎長一郎、藤純子、大木実、近衛十四郎、ミヤコ蝶々、南都雄二、北島三郎                                                     | 原作＝紙屋五平                                    |
| 1964年               | 幕末残酷物語                                | 東映京都                           | 大川橋蔵、藤純子、中村竹弥、河原崎長一郎、大友柳太郎、木村功、西村晃                                                                             |                                                   |
| 1965年               | 明治侠客伝 三代目襲名                       | 東映京都                           | 鶴田浩二、藤純子、津川雅彦、嵐寛寿郎、安部徹、藤山寛美、大木実、丹波哲郎、山城新伍、曾根晴美、山本麟一、遠藤辰雄                                 | 原案＝紙屋五平                                    |
| 1966年               | 沓掛時次郎 遊侠一匹                         | 東映京都                           | 中村錦之助、池内淳子、渥美清、東千代之介、弓恵子、清川虹子、中村信二郎、三原葉子                                                                 | 長谷川伸原作八度目の映画化                        |
| 1966年               | 骨までしゃぶる                              | 東映京都                           | 桜町弘子、久保菜穂子、夏八木勲、宮園純子、三島雅夫、菅井きん、三原葉子、遠藤辰雄                                                                 |                                                   |
| 1966年               | 男の顔は履歴書                              | 松竹                               | 安藤昇、真理明美、伊丹十三、中谷一郎、内田良平、菅原文太、藤岡弘、嵐寛寿郎                                                                       |                                                   |
| 1966年               | 阿片台地 地獄部隊突撃せよ                   | ゴールデンぷろ（松竹）             | 安藤昇、潘迎紫、南原宏治、佐々木孝丸、菅原文太、宮口精二、久保菜穂子、左卜全、砂塚秀夫                                                           | 原作＝紙屋五平                                    |
| 1967年               | 懲役十八年                                  | 東映京都                           | 安藤昇、桜町弘子、小池朝雄、若山富三郎、曾我廼家明蝶、近藤正臣                                                                                   |                                                   |
| 1968年               | みな殺しの霊歌                              | 松竹                               | 佐藤允、倍賞千恵子、松村達雄、中原早苗、菅井きん、応蘭芳、沢淑子、須賀不二男                                                                     | 構成＝山田洋次、加藤泰 脚本＝三村晴彦             |
| 1969年               | 緋牡丹博徒 花札勝負                         | 東映京都                           | 藤純子、若山富三郎、高倉健、嵐寛寿郎、藤山寛美、待田京介、小池朝雄、清川虹子、内田朝雄                                                           | シリーズ第三作                                    |
| 1970年               | 緋牡丹博徒 お竜参上                         | 東映京都                           | 藤純子、若山富三郎、菅原文太、嵐寛寿郎、汐路章、山城新伍、安部徹                                                                                 | シリーズ第六作                                    |
| 1971年               | 緋牡丹博徒 お命戴きます                     | 東映京都                           | 藤純子、若山富三郎、待田京介、嵐寛寿郎、名和宏、河津清三郎、石山健二郎、内田朝雄、小松方正、沼田曜一                                             | シリーズ第七作                                    |
| 1972年               | 昭和おんな博徒                              | 東映京都                           | 江波杏子、松方弘樹、水島道太郎、遠藤太津朗、天知茂、渡辺文雄、嵐寛寿郎、丘路千、川谷拓三、志賀勝、任田順好                                       | 原作＝藤原審爾『昭和おんな仁義』                  |
| 1972年               | 人生劇場 青春篇、愛欲篇、残侠篇             | 松竹                               | 竹脇無我、森繁久彌、津島恵子、田宮二郎、高橋英樹、渡哲也、笠智衆、伴淳三郎、萩本欽一、草野大悟、任田順好、香山美子                               | 原作＝尾崎士郎 脚本＝野村芳太郎、三村晴彦、加藤泰 |
| 1973年               | 花と龍 青雲篇、愛憎篇、怒涛篇               | 松竹                               | 渡哲也、香山美子、竹脇無我、田宮二郎、倍賞美津子、石坂浩二、太地喜和子、汐路章、笠智衆、伴淳三郎、佐藤慶、南原宏治                               | 原作＝火野葦平                                    |
| 1973年               | 宮本武蔵                                    | 松竹                               | 高橋英樹、田宮二郎、松坂慶子、フランキー堺、倍賞美津子、任田順好、笠智衆、細川俊之、佐藤允、木村俊恵                                             | 原作＝吉川英治                                    |
| 1973年               | 日本侠花伝 第一部:野あざみ、第二部:青い牡丹 | 東宝映画（東宝）                   | 真木洋子、渡哲也、任田順好、曾我廼家明蝶、加藤剛、北大路欣也、安部徹                                                                             |                                                   |
| 1977年               | 江戸川乱歩の陰獣                            | 松竹                               | あおい輝彦、香山美子、大友柳太郎、若山富三郎、川津祐介、中山仁、倍賞美津子、野際陽子                                                             | 原作＝江戸川乱歩 脚本＝加藤泰・仲倉重郎           |
| 1981年               | 炎のごとく                                  | 大和新社（東宝）                   | 菅原文太、倍賞美津子、若山富三郎、中村玉緒、きたむらあきこ、小倉一郎、大友柳太郎、高田浩吉、藤田まこと、丹波哲郎、国広富之、桜町弘子、遠藤太津朗 | 原作＝飯干晃一『会津の小鉄』                      |
| 1981年（1994年公開） | ざ・鬼太鼓座                                | デン事務所、朝日放送、松竹（松竹） | 河内敏夫、林英哲、大井良明、藤本吉利、高野巧、森みつる                                                                                           | 記録映画                                          |

## 著書
- 伊藤大輔 加藤泰『時代劇映画の詩と真実』キネマ旬報社、1976年。
- 加藤泰『映画監督山中貞雄』キネマ旬報社、1985年9月。
  - 加藤泰『映画監督 山中貞雄（新装版）』キネマ旬報社、2008年10月。
- 加藤泰、山根貞男『加藤泰作品集』大和書房、1986年7月。
- 加藤泰、佐藤忠男『山中貞雄作品集〈別巻〉』実業之日本社、1986年11月。
- 加藤泰、山根貞男 編『加藤泰、映画を語る』筑摩書房 (リュミエール叢書)、1994年10月。
  - 加藤泰、山根貞男・安井喜雄 編『加藤泰、映画を語る』ちくま文庫、2013年7月。ISBN 978-4-480-43068-7。
- 加藤泰『加藤泰映画華』ワイズ出版、1995年6月。
  - 加藤泰、鈴村たけし編『加藤泰映画華 抒情と情動』ワイズ出版〈ワイズ出版映画文庫4〉、2013年11月。ISBN 978-489830-271-2。

- 山根貞雄(編者)『遊侠一匹　加藤泰の世界』幻燈社、1970年、　加藤泰エッセイ集、インタビュー、全作品の本人による回想、評論など頁。